# Castell de Zuheros
El castell de Zuheros és una estructura fortificada situada al municipi de Zuheros (Còrdova, Espanya). Està situat al cim d'un cingle com a part del nucli urbà. Les seves vistes són destacables cap a la comarca de la Subbética i es pot observar el castell des de la Via Verda de la Subbética.

## Història
Es creu que la seva construcció es va realitzar durant la dominació musulmana al segle ix, sent anomenada Sujayra que derivaria en el nom de Zuheros, encara que és difícil de discernir per les successives reformes al llarg de la història. Va ser conquerit per Ferran III, per la qual cosa artísticament és un clar exemple de fortalesa medieval de mitjans del segle xii, del qual data per exemple la torrassa. Durant el segle xvi es va construir al lloc el palau dels senyors de Zuheros en estil renaixentista, modificant l'entrada i l'estructura de l'edifici, obra d'Hernán Ruiz.
L'absència dels seus senyors li fa caure en abandó, i al segle xviii es converteix en pedrera, aprofitant els seus materials per a la construcció de nous habitatges. En 1760 la torre major esdevé torre del Rellotge, que va ser restaurada el 1960.